# Thecla ligia
Thecla ligia är en fjärilsart som beskrevs av William Chapman Hewitson 1877. Thecla ligia ingår i släktet Thecla och familjen juvelvingar. Inga underarter finns listade i Catalogue of Life.